# Wereldtentoonstelling van 1985
De Wereldtentoonstelling van 1985 werd gehouden in de Japanse stad Tsukuba. Het was de 25e gespecialiseerde tentoonstelling die door het Bureau International des Expositions is erkend. Tsukuba Science City is een geplande stad ten noorden van Tokyo gericht op technische ontwikkeling.

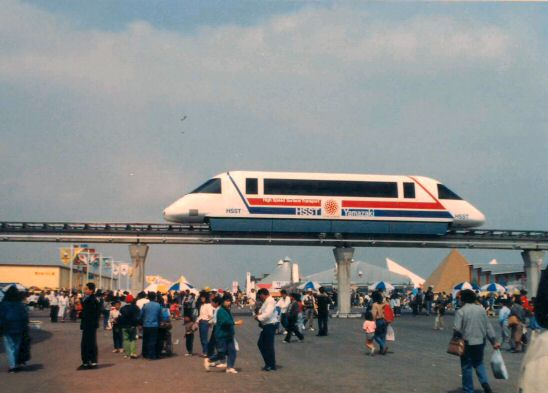
HSST magneettrein
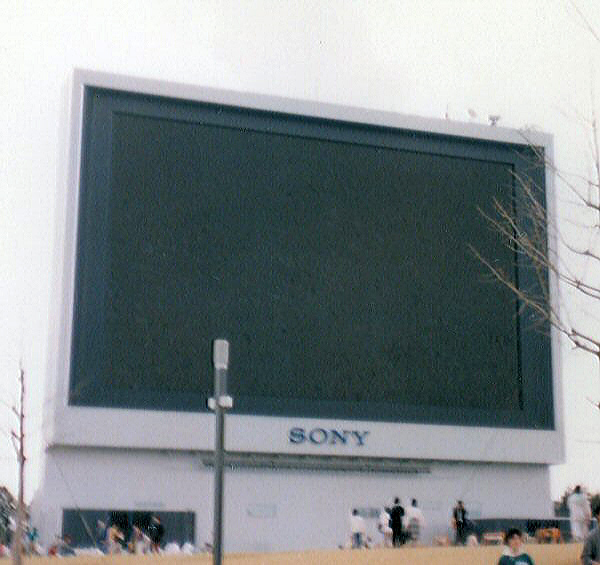
Sony Jumbotron
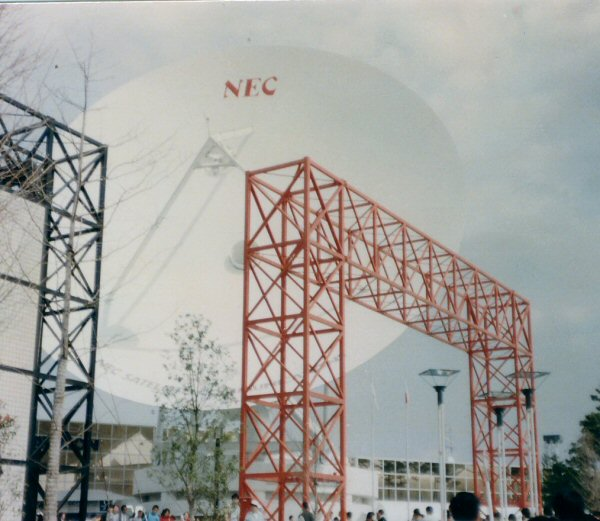
Paviljoen NEC C&C
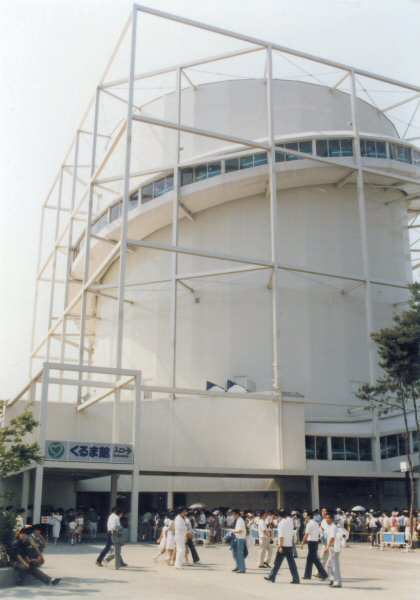
Paviljoen van de auto-industrie
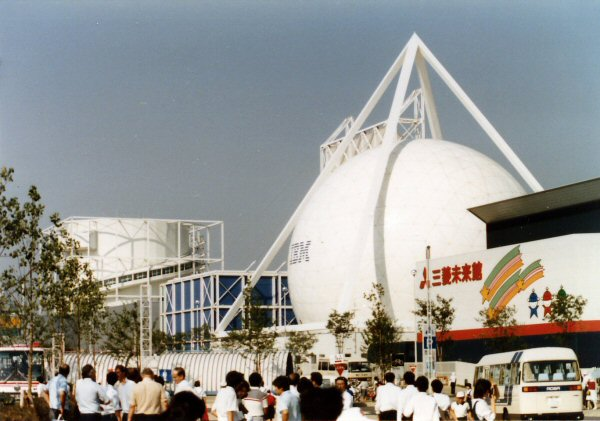
Japan Paviljoen van IBM
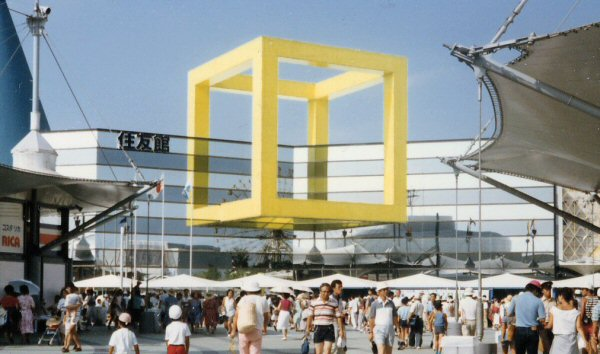
Paviljoen van Sumitomo
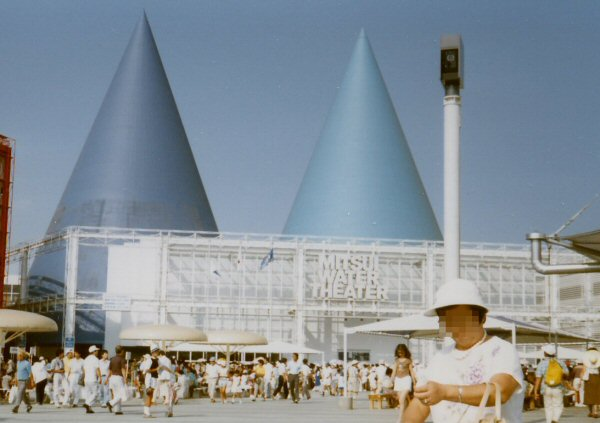
Paviljoen van Mitsui
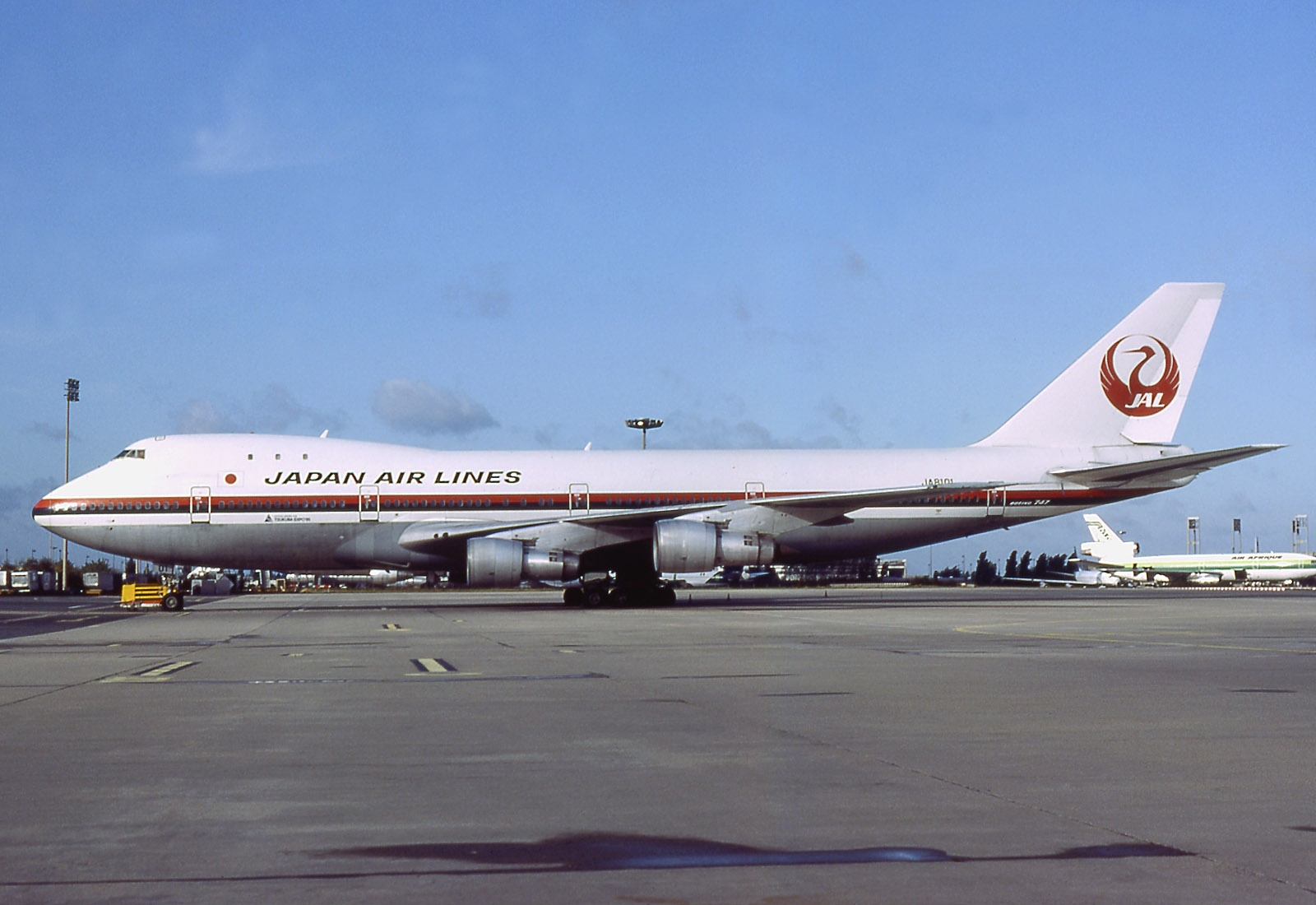
Reclame voor de Expo op een boeing 747 van Japan Airlines